# Fred: The Show
Fred: O Show é uma série de televisão americana, criada por Lucas Cruikshank que foi ao ar originalmente na Nickelodeon, nos Estados Unidos. Lucas Cruikshank, Daniella Monet, Jake Weary, Siobhan Fallon Hogan, e Stephanie Courtney reprisam seus papéis de Fred: The Movie e Fred 2: Night of the Fred Living. Uma prévia da série foi ao ar em 16 de janeiro de 2012 e o show estreou oficialmente em 20 de fevereiro de 2012. Fred: The Show veio a produção após o sucesso de Fred 2: Night of the Fred Living. A série foi cancelada, pois Lucas Cruikshank começou a trabalhar na série Marvin Marvin como protagonista.

## Sinopse
O show segue as aventuras de 16 anos, Fred Figglehorn (Lucas Cruikshank) em sua vida diária com esquemas malucos acontecendo, e as coisas loucas e acontecendo.

## Elenco
- Lucas Cruikshank como Bagel Fredrick "Fred" Figglehorn / DERF / Fredo / Malvado Fred
- Daniella Monet como Bertha (substituindo Jennette McCurdy)
- Jake Weary como Kevin Dawg
- Siobhan Fallon Hogan como Hilda Figglehorn / Fred a avó de Mãe / Fred
- Stephanie Courtney como a mãe de Kevin / Sr.ª Dawg

## Recepção
Como os filmes, Fred: O Show foi muito criticado. Common Sense Media deram o show 1 de 5 estrelas e afirmou que Fred: O show teve ". Mais do mesmo absurdo de estrela YouTube detestável" Apesar das críticas negativas, o show atraiu 3,7 milhões de espectadores com um sneak peek que foi ao ar em 16 de janeiro. Um mês depois, a série estreou com 3,1 milhões de espectadores (uma queda de 16%) No entanto, os espectadores caíram mais 23% para 2,4 milhões por segundo episódio da série - que foi ao ar apenas quatro dias depois.

## Episodios
Lista de episódios de Fred: The Show
| Temporada | Temporada | Episódios | Originalmente exibido | Originalmente exibido | Exibição no Brasil   | Exibição no Brasil    |
| Temporada | Temporada | Episódios | Estreia da temporada  | Final da temporada    | Estreia da temporada | Final da temporada    |
| --------- | --------- | --------- | --------------------- | --------------------- | -------------------- | --------------------- |
|           | 1         | 24        | 16 de janeiro de 2012 | 3 de agosto de 2012   | 4 de agosto de 2012  | 27 de outubro de 2012 |

## Dublagem
| Personagem | Brasil               |
| ---------- | -------------------- |
| Fred       | Rodrigo Andreatto    |
| Kevin      | Marco Aurélio Campos |
| Bertha     | Priscila Concepción  |
| Starr      | Flora Paulitta       |

 Créditos da dublagem brasileira:

Estúdio de dublagem: Unidub, SP

Direção de dublagem: Wendel Bezerra

Tradução: Gregor Izidro 